# 湖畔の宿 (テレビドラマ)
『湖畔の宿』（こはんのやど）は、1966年2月28日から同年5月20日までフジテレビ系列局で放送されていたフジテレビ製作のテレビドラマである。放送時間は毎週月曜 - 金曜 21:45 - 22:00 （日本標準時）。
急死した父の後を継いで小さな印刷工場を再興させるヒロインの姿を描く。

## 出演者
- 佐々圭子
- 吉田輝雄
- 市川靖子
- 水戸光子
- 小坂一也
- 穂積隆信

## スタッフ
- 主な脚本 - 芦沢俊郎、中村定郎
- 主な演出 - 生駒千里